# Chrysotus
Chrysotus är ett släkte av tvåvingar. Chrysotus ingår i familjen styltflugor.

## Bildgalleri

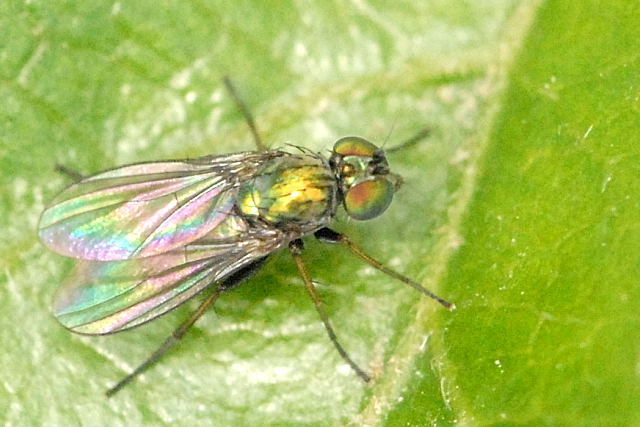
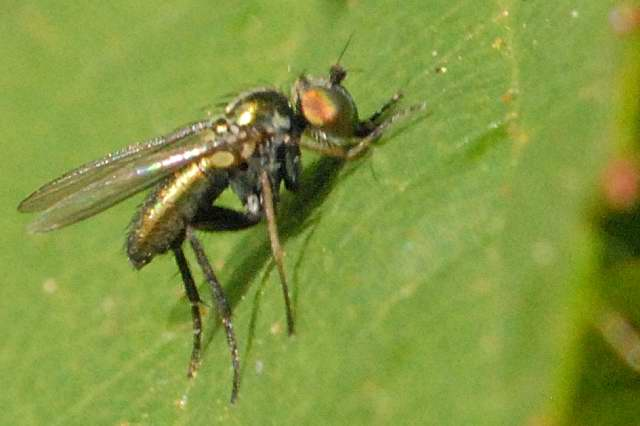

## Dottertaxa tillChrysotus, i alfabetisk ordning[1][2]
- Chrysotus acuticornis
- Chrysotus acutus
- Chrysotus adsiduus
- Chrysotus affinis
- Chrysotus agalmus
- Chrysotus albibarbus
- Chrysotus albihirtipes
- Chrysotus albipalpus
- Chrysotus albisignatus
- Chrysotus albohirtus
- Chrysotus aldrichi
- Chrysotus alpicola
- Chrysotus alternus
- Chrysotus amabilis
- Chrysotus amurensis
- Chrysotus andrei
- Chrysotus andreji
- Chrysotus angulicornis
- Chrysotus angustifacies
- Chrysotus annulatus
- Chrysotus anomalus
- Chrysotus apicalis
- Chrysotus arcticus
- Chrysotus arduus
- Chrysotus argentatus
- Chrysotus arkansensis
- Chrysotus arvernicus
- Chrysotus atratus
- Chrysotus auratus
- Chrysotus azoricus
- Chrysotus badius
- Chrysotus baerti
- Chrysotus baicalensis
- Chrysotus bajaensis
- Chrysotus barbipes
- Chrysotus barretoi
- Chrysotus beijingensis
- Chrysotus bellax
- Chrysotus bellulus
- Chrysotus bellus
- Chrysotus bicolor
- Chrysotus bigoti
- Chrysotus blepharosceles
- Chrysotus bracteatus
- Chrysotus brasiliensis
- Chrysotus brevicornis
- Chrysotus brevispina
- Chrysotus brevitibia
- Chrysotus caerulescens
- Chrysotus caerulus
- Chrysotus calcaratus
- Chrysotus californicus
- Chrysotus callichromus
- Chrysotus canadensis
- Chrysotus caroliniensis
- Chrysotus caudatulus
- Chrysotus caudatus
- Chrysotus chaetipalpus
- Chrysotus chaetoproctus
- Chrysotus chetifer
- Chrysotus chilensis
- Chrysotus chinensis
- Chrysotus chlanoflavus
- Chrysotus choricus
- Chrysotus cilipes
- Chrysotus clypeatus
- Chrysotus cockerellae
- Chrysotus collini
- Chrysotus coloradensis
- Chrysotus contractus
- Chrysotus convergens
- Chrysotus corbieri
- Chrysotus corniger
- Chrysotus cornutus
- Chrysotus costalis
- Chrysotus cressoni
- Chrysotus crosbyi
- Chrysotus cubanus
- Chrysotus cupreus
- Chrysotus currani
- Chrysotus dakotensis
- Chrysotus decipiens
- Chrysotus defensus
- Chrysotus degener
- Chrysotus denticornis
- Chrysotus diaphorus
- Chrysotus diligens
- Chrysotus discolor
- Chrysotus discretus
- Chrysotus distinctus
- Chrysotus divergens
- Chrysotus diversus
- Chrysotus dividuus
- Chrysotus dorli
- Chrysotus dorsalis
- Chrysotus dubius
- Chrysotus edwadsi
- Chrysotus elongatus
- Chrysotus emarginatus
- Chrysotus eques
- Chrysotus errans
- Chrysotus excavatus
- Chrysotus exceptus
- Chrysotus excisicornis
- Chrysotus excisus
- Chrysotus excretus
- Chrysotus exilis
- Chrysotus femoralis
- Chrysotus femoratus
- Chrysotus flavicauda
- Chrysotus flavimaculata
- Chrysotus flavipalpis
- Chrysotus flavisetus
- Chrysotus fortunatus
- Chrysotus frontalis
- Chrysotus furcatus
- Chrysotus fuscoluteus
- Chrysotus giganteus
- Chrysotus gilvipes
- Chrysotus glebi
- Chrysotus gramineus
- Chrysotus grandicornis
- Chrysotus gratiosus
- Chrysotus guyanensis
- Chrysotus halteralis
- Chrysotus halteratus
- Chrysotus harmstoni
- Chrysotus hastatus
- Chrysotus hilburni
- Chrysotus hirsutus
- Chrysotus hirtipes
- Chrysotus hirtus
- Chrysotus humilis
- Chrysotus idahoensis
- Chrysotus imitator
- Chrysotus incertus
- Chrysotus incisus
- Chrysotus inconspicuus
- Chrysotus incumbens
- Chrysotus indifferens
- Chrysotus inermis
- Chrysotus infirmus
- Chrysotus inornatus
- Chrysotus insignis
- Chrysotus integer
- Chrysotus intrudus
- Chrysotus javanensis
- Chrysotus johnsoni
- Chrysotus junctus
- Chrysotus kansensis
- Chrysotus kerguelensis
- Chrysotus kholsa
- Chrysotus laciniatus
- Chrysotus laesus
- Chrysotus lamellicaudatus
- Chrysotus lamellifer
- Chrysotus laminatus
- Chrysotus latealtus
- Chrysotus latifacies
- Chrysotus leucosetus
- Chrysotus litoralis
- Chrysotus lividiventris
- Chrysotus ljutengensis
- Chrysotus lobipes
- Chrysotus logvinovskii
- Chrysotus longihirtus
- Chrysotus longimanus
- Chrysotus longipalpus
- Chrysotus longiseta
- Chrysotus longiventris
- Chrysotus lundbladi
- Chrysotus madagascariensis
- Chrysotus magnicornis
- Chrysotus magnipalpus
- Chrysotus major
- Chrysotus malachiticus
- Chrysotus mediocaudatus
- Chrysotus megaloceras
- Chrysotus melampodius
- Chrysotus meridionalis
- Chrysotus metatarsatus
- Chrysotus mexicanus
- Chrysotus microcerus
- Chrysotus microtatus
- Chrysotus millardi
- Chrysotus minimus
- Chrysotus minor
- Chrysotus minuticornis
- Chrysotus mirandus
- Chrysotus miripalpus
- Chrysotus mobilis
- Chrysotus modestus
- Chrysotus monochaetus
- Chrysotus monticola
- Chrysotus morrisoni
- Chrysotus nanus
- Chrysotus neglectus
- Chrysotus neopicticornis
- Chrysotus neoselandensis
- Chrysotus neotropicus
- Chrysotus niger
- Chrysotus nigerimus
- Chrysotus nigriciliatus
- Chrysotus nigrifrons
- Chrysotus nigripalpis
- Chrysotus nubilus
- Chrysotus nudipes
- Chrysotus nudisetus
- Chrysotus nudus
- Chrysotus obliquus
- Chrysotus obscuripes
- Chrysotus orichalceus
- Chrysotus orientalis
- Chrysotus ovalicornis
- Chrysotus pallidipalpus
- Chrysotus pallipes
- Chrysotus palmatus
- Chrysotus palparis
- Chrysotus palpatus
- Chrysotus palpiger
- Chrysotus palustris
- Chrysotus papuanus
- Chrysotus paradoxus
- Chrysotus parapicalis
- Chrysotus parilis
- Chrysotus parthenus
- Chrysotus parvicornis
- Chrysotus parvipalpus
- Chrysotus parvulus
- Chrysotus pauli
- Chrysotus pectoralis
- Chrysotus peculiariter
- Chrysotus pennatus
- Chrysotus peregrinus
- Chrysotus philtrum
- Chrysotus picticornis
- Chrysotus pictipes
- Chrysotus pilicornis
- Chrysotus pilitibia
- Chrysotus polaris
- Chrysotus polleti
- Chrysotus polychaetus
- Chrysotus pomeroyi
- Chrysotus proximus
- Chrysotus pseudexcisus
- Chrysotus pseudocilipes
- Chrysotus pseudoniger
- Chrysotus pulchellus
- Chrysotus pulcher
- Chrysotus pygmaeus
- Chrysotus quadratus
- Chrysotus rauterbergi
- Chrysotus ringdahli
- Chrysotus romanicus
- Chrysotus rubzovi
- Chrysotus sagittarius
- Chrysotus serratus
- Chrysotus setifer
- Chrysotus setosus
- Chrysotus seychellensis
- Chrysotus shannoni
- Chrysotus sibiricus
- Chrysotus silvicola
- Chrysotus simulans
- Chrysotus singularis
- Chrysotus smithi
- Chrysotus soleatus
- Chrysotus spinipes
- Chrysotus straeleni
- Chrysotus suavis
- Chrysotus subapicalis
- Chrysotus subcaudatus
- Chrysotus subcostatus
- Chrysotus subfemoratus
- Chrysotus subjectus
- Chrysotus superbus
- Chrysotus tarsalis
- Chrysotus teapanus
- Chrysotus tennesseensis
- Chrysotus terminalis
- Chrysotus tibialis
- Chrysotus triangularis
- Chrysotus tricolor
- Chrysotus tuberculatus
- Chrysotus tumidipes
- Chrysotus unicolor
- Chrysotus uniseriatus
- Chrysotus varians
- Chrysotus varipes
- Chrysotus velox
- Chrysotus verecundus
- Chrysotus verralli
- Chrysotus vicinus
- Chrysotus viridifemora
- Chrysotus viridifemoratus
- Chrysotus viridis
- Chrysotus wisconsinensis
- Chrysotus vividus
- Chrysotus vladimiri
- Chrysotus vockerothi
- Chrysotus vulgaris
- Chrysotus vulvanicola
- Chrysotus xanthocal
- Chrysotus xanthoprasius
- Chrysotus xiaolongmensis
- Chrysotus xiphostoma
- Chrysotus zlobiniani